# توماس أباتي
توماس أباتي (بالإنجليزية: Thomas Abate)‏ هو موسيقي أمريكي، ولد في 20 أغسطس 1978.

## وصلات خارجية
- توماس أباتي على موقع IMDb (الإنجليزية)
- توماس أباتي على موقع قاعدة بيانات الفيلم (الإنجليزية)